# Provincie Medína
Medina je jedna z provincií Saúdské Arábie. Leží v historickém regionu Hidžáz na pobřeží Rudého moře. V roce 2022 zde žilo 2 389 000 obyvatel. Hlavním městem provincie je Medína, jedno ze svatých měst Islámu. Dalšími významnými městy ležícími v provincii jsou Janbú a Badr. V provincii se nachází významná archeologická lokalita Hegra. Ještě v roce 1992 čítala populace provincie pouze 1,1 milionu obyvatel, v letech 1992 až 2022 tak došlo k více než dvojnásobení populace provincie. Provincie se dále dělí na celkem osm guvernorátů a 59 marákiz. V letech 1999 až 2005 provincii vedl korunní princ Mukrín bin Abd al-Azíz.